# Åsbräcka socken
Åsbräcka socken i Västergötland ingick i Flundre härad, ingår sedan 1971 i Lilla Edets kommun och motsvarar från 2016 Åsbräcka distrikt.
Socknens areal är 10,16 kvadratkilometer varav 9,89 land. År 2000 fanns här 200 invånare.  Sockenkyrkan Åsbräcka kyrka ligger i socknen.   

## Administrativ historik
Socknen har medeltida ursprung.
Vid kommunreformen 1862 övergick socknens ansvar för de kyrkliga frågorna till Åsbräcka församling och för de borgerliga frågorna bildades Åsbräcka landskommun.  Landskommunen inkorporerades 1952 i Flundre landskommun som upplöstes 1971 då denna del uppgick i Lilla Edets kommun. Församlingen uppgick 2002 i Fuxerna-Åsbräcka församling.
1 januari 2016 inrättades distriktet Åsbräcka, med samma omfattning som församlingen hade 1999/2000.
Socknen har tillhört län, fögderier, tingslag och domsagor enligt vad som beskrivs i artikeln Flundre härad. De indelta soldaterna tillhörde Västgöta regemente, Barne kompani och de indelta båtsmännen tillhörde Västergötlands båtsmanskompani..

## Geografi
Åsbräcka socken ligger sydväst om Trollhättan med Göta älv i väster och kring Slumpån. Socknen är kring vattendragen en uppodlad slättbygd som omges av skogsbygd.
En sätesgård var Åsbräcka herrgård.

### Byar
- Åsbräcka, kyrkby.[11]
- Ballersjö, by nära Lerumsåns utlopp i Göta älv.
- Blixered
- Fråstad
- Herreklättan, by vid Lerumsån.
- Rud

## Fornlämningar
Några boplatser och en hällkista från stenåldern är funna. Från bronsåldern finns gravrösen. Från järnåldern finns spridda gravar och en fornborg.

## Befolkningsutveckling
Befolkningen ökade från 260 1810 till 414 1870 varefter den minskade till 142 1980 då den var som minst under 1900-talet. Därpå vände folkmängden uppåt något till 181 1990.

## Namnet
Namnet skrevs 1338 Asubräkku kommer från en gård. Namnet innehåller ås och brekka, 'backe'.